# Franz von Lautern
Franz von Lautern, lat. Franciscus de Lutra (* vermutlich in Kaiserslautern; † um 1326 in Regensburg); war ein Franziskaner innerhalb der Bewegung der Spiritualen. Im 14. Jahrhundert musste er sich wegen gegen seine franziskanischen Mitbrüder gerichteter Schriften vor dem päpstlichen Gerichtshof in Avignon verantworten.

## Leben und Schriften
Über das Leben von Lauterns ist wenig bekannt. Fassbar wird er durch die von ihm verfassten Schreiben gegen seine Mitbrüder, die in Anklageschriften gegen ihn überliefert sind und durch päpstliche Schreiben an den Speyrer Bischof Emichus von Leiningen mit der Aufforderung, Franz von Lautern gefangen zu nehmen und nach Avignon auszuliefern. Franz von Lutra war Mitglied des Franziskanerkonvents in Speyer, der zur Oberdeutschen (Straßburger) Franziskanerprovinz gehörte. Er floh am 18. Oktober 1320 aus dem Konvent und heftete ein Schreiben mit Beschimpfungen gegen seine Mitbrüder an die Domtür in Speyer. Ein weiteres Schreiben mit Anklagen gegen seine Mitbrüder sandte er an den Rat der Stadt Speyer. Beide Schreiben enthielten Kritik an der Spiritualität der Franziskaner.
Am 13. Februar 1321 erging ein Schreiben von Papst Johannes XXII. an den Bischof Emicho von Speyer. In diesem Schreiben wurde der Bischof zur Gefangennahme des Franz von Lautern und dessen Überführung nach Avignon aufgefordert. Franz von Lautern wird in dem Schreiben beschuldigt, öffentlich gegen seinen Orden gepredigt zu haben und die Lebensart der Sarabaiten wieder einführen zu wollen. Am 21. Februar desselben Jahres klagte ihn der Speyrer Guardian der Franziskaner, Mengutos wegen Häresie an. Der Guardian bringt auch vor,  Franz von Lautern sei als Kaplan des Speyrer Bischofs aufgetreten. Der Speyrer Bischof lag in dieser Zeit selbst im Streit mit den Minderbrüdern, daher hielt er wohl seine schützende Hand über ihn. Im Mai 1322 lenkte der Bischof aufgrund des päpstlichen Drucks jedoch ein und Franz von Lautern wurde nach Avignon ausgeliefert, wo sich zu dieser Zeit der Heilige Stuhl befand. Hier war von Lautern einige Zeit eingekerkert, bis er vom Ordensgeneral der Franziskaner, Michael von Cesena, und mit der Zustimmung des Papstes die Erlaubnis erhielt, in den Benediktinerorden einzutreten. Franz zog jedoch nicht in das Benediktinerkloster St. Andreas von Villanova, sondern tauchte unter. Er versuchte weiterhin seine Ansichten in Briefen zu verteidigen, war aber seit dem Januar des Jahres 1326 in den Quellen nicht mehr fassbar.
In seinen Schriften gibt Franz von Lautern an, dass er seine Kritik auf Eingebung des Heiligen Geistes geschrieben habe und als „Wort Christi“ verkünde. Im Wesentlichen wirft er seinen Mitbrüdern vor, dass diese nur noch dem Namen nach Minderbrüder seien. In Wahrheit seien sie zu Feinden der wahren Minderbrüder geworden. Die wahren Minderbrüder, die zu einer Minderheit im Orden geworden seien, sollten nicht mehr auf Gebote ihrer Oberen hören, die der Ordensregel des hl. Franziskus widersprächen.

## Schriften
- Declaratio et Litterae
- Tractatus contra Michaelem de Cesena et socios eius (contra doctrinam Marsilii Patavini). Liga fratrum